# Будищенська сільська територіальна громада
Буди́щенська сільська громада — територіальна громада в Україні, в Черкаському районі Черкаської області. Адміністративний центр — село Будище.
Площа громади — 183,5 км², населення — 4 871 мешканець (2020).
Утворена 2020 року зі складу Будищенської та Свидівоцької сільських рад.

## Склад
До складу громади входять:
| Населений пункт    | Населення, осіб (1989) | Населення, осіб (2001) |
| ------------------ | ---------------------- | ---------------------- |
| Будище, село       | 1847                   | 1735                   |
| Єлизаветівка, село | 128                    | 110                    |
| Лозівок, село      | 756                    | 737                    |
| Новоселівка, село  | 85                     | 84                     |
| Свидівок, село     | 2392                   | 2220                   |
| Сокирна, селище    | 239                    | 199                    |